# 雌黃
雌黄（英語：Orpiment），又称石黄，是一种深橙黄色含砷硫化物矿物，化学式为As2S3。它存在于火山喷气孔、低温热液脉和温泉中，由升华形成，也是另一种含砷硫化物矿物雄黄被蚀变的副產物。

## 历史用途

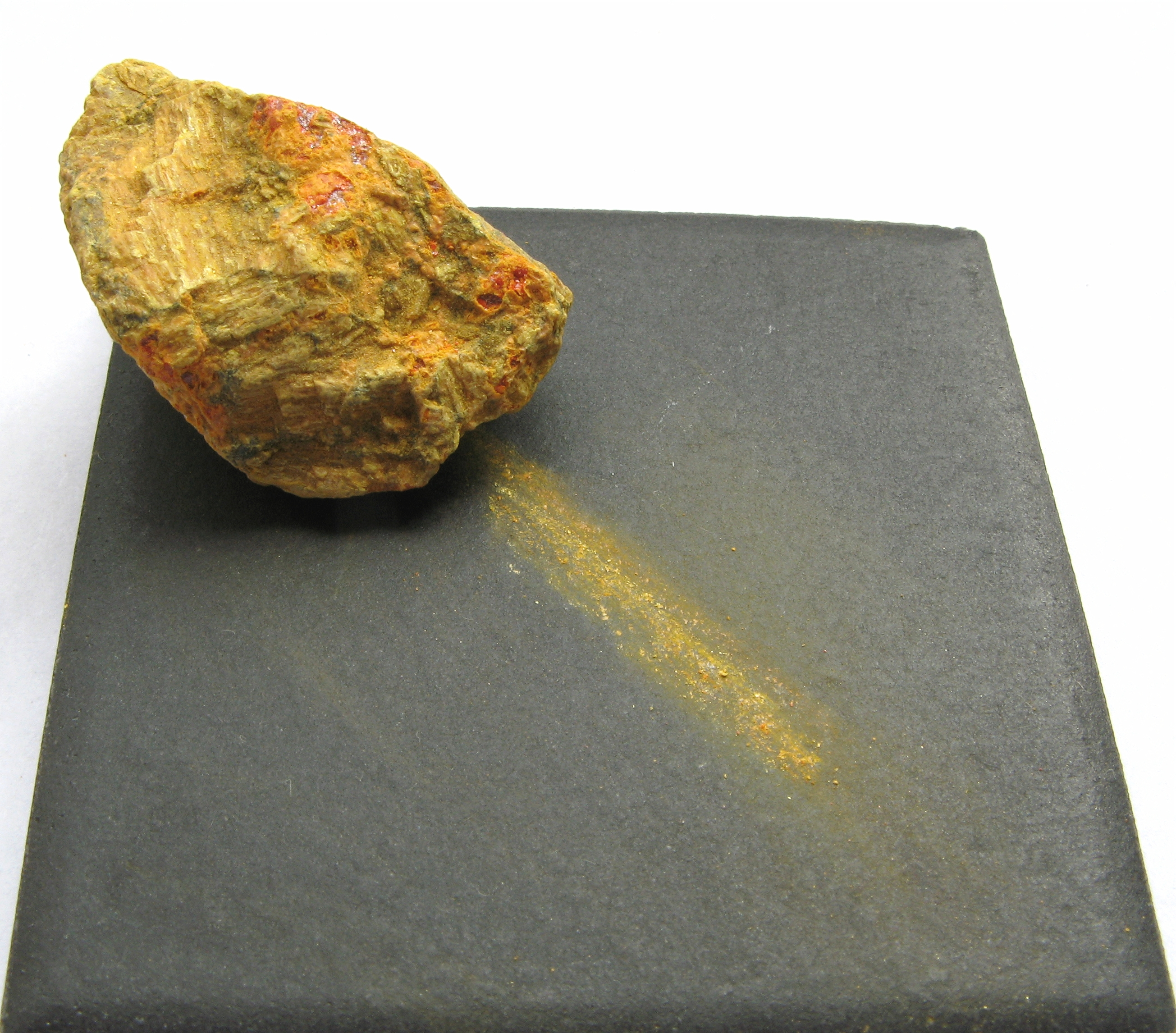
雌黄的金黄色条痕

雌黄在罗马帝国用于交易，在中国被用作药物，尽管它的毒性很大。它已被用作苍蝇药和毒箭药引。由于其醒目的颜色，它引起了中国和西方的炼金术士的兴趣，以寻找一种制造黄金的方法。它还在图坦卡蒙墓的墙壁装饰和古埃及古卷轴以及泰姬陵的墙壁上被发现。
几个世纪以来，雌黄被磨碎并用作绘画颜料和火漆，甚至在中国古代用作修正液。在19世纪之前，它是为数不多的可供艺术家使用的透明亮黄色颜料之一。然而，它的极端毒性和与其他常见颜料的不相容性，包括铅和铜基物质，如孔雀石和蓝铜矿，使得当19世纪镉黄、铬黄和有机染料基颜色被引入时，它作为颜料的使用就结束了。但是中国的国画仍然有使用雌黄。
在中国古代，雌黄还是一种中药。《神农本草经》里面将雌黄列为中品，其他古代医药书籍也有雌黄入药的记载，雌黃可用作殺蟲、解毒、消腫等。但是，在现代的医疗活动里面，很少见到使用雌黄的记录，《中华人民共和国药典》也已经不再将雌黄列入中药材名录。

## 现代用途
雌黄用于生产红外线透射玻璃、油布、油毡、半导体、光电导体、颜料和烟花。雌黄与两份熟石灰（氢氧化钙）混合，在印度农村仍然常用作脱毛剂。它在制革工业中用于去除生皮上的毛发。

## 晶体结构

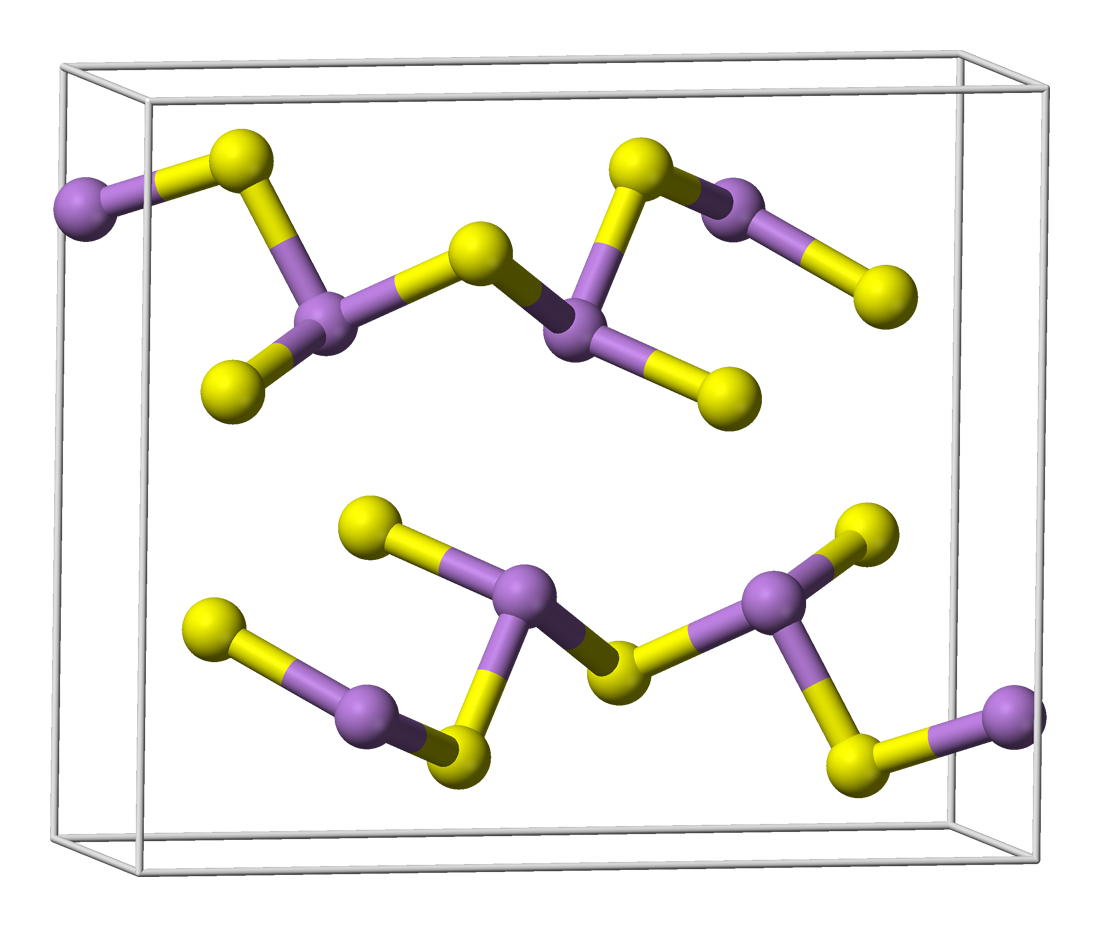
雌黄的晶胞
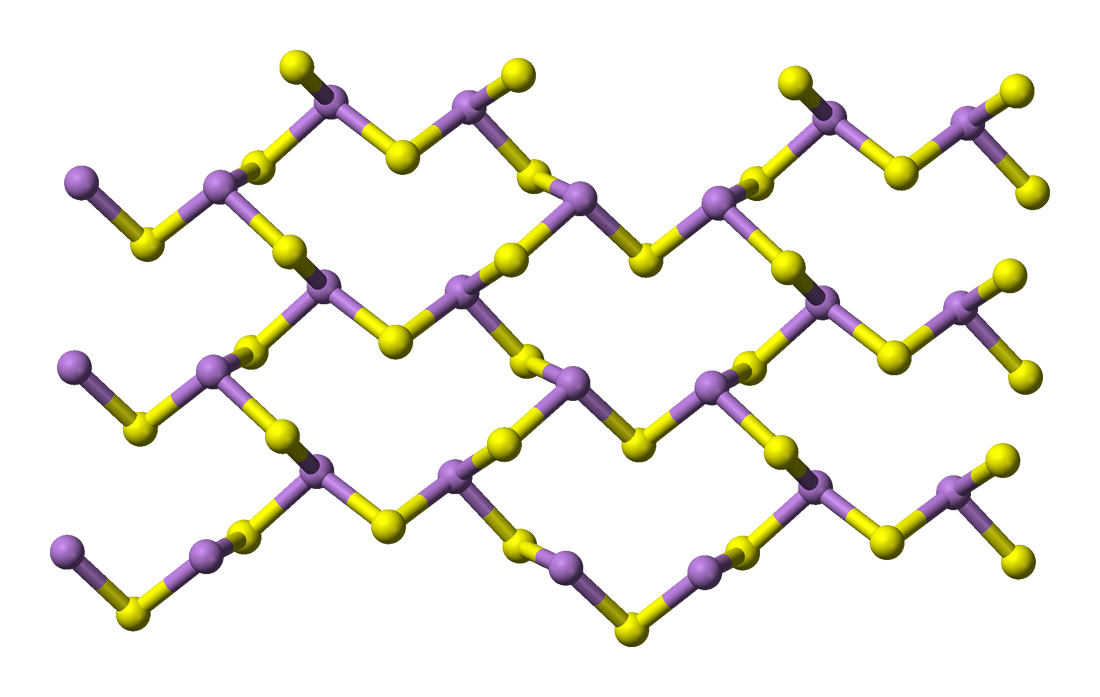
雌黄的晶体结构由薄片组成
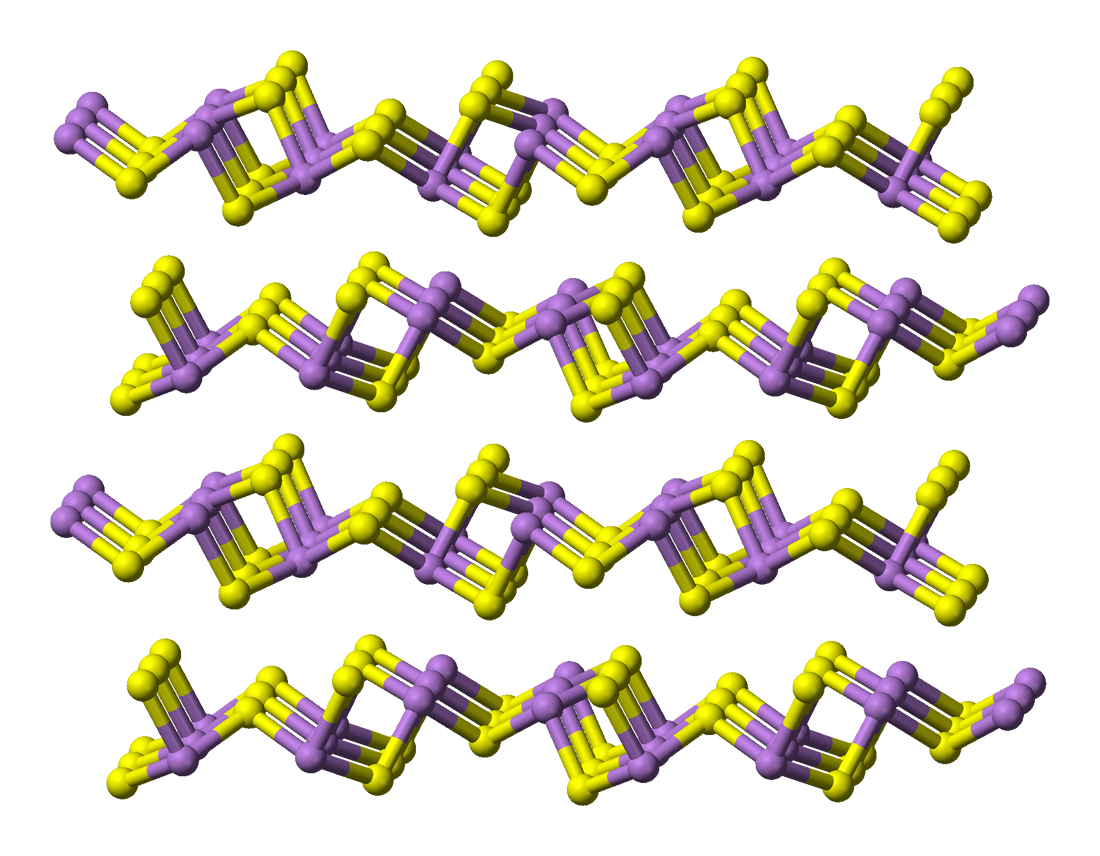
薄片堆叠成层

## 圖集

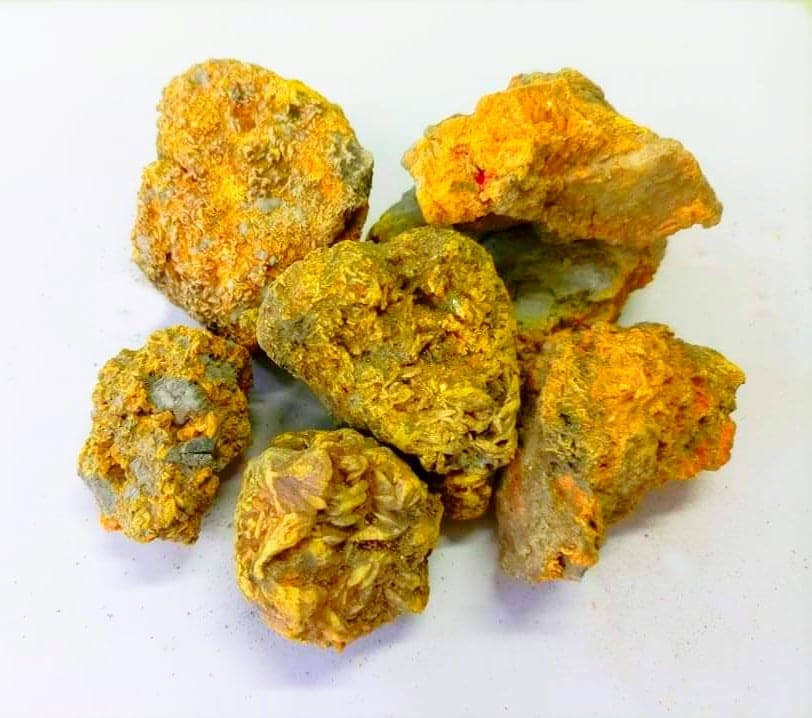
来自格鲁吉亚北部地区拉恰的雌黄
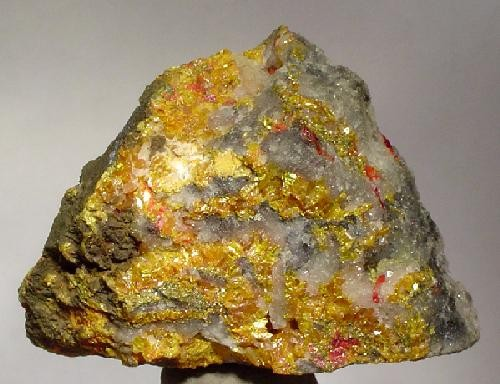
来自日本群马县西卷矿山，石英基质上的雌黄和雄黄
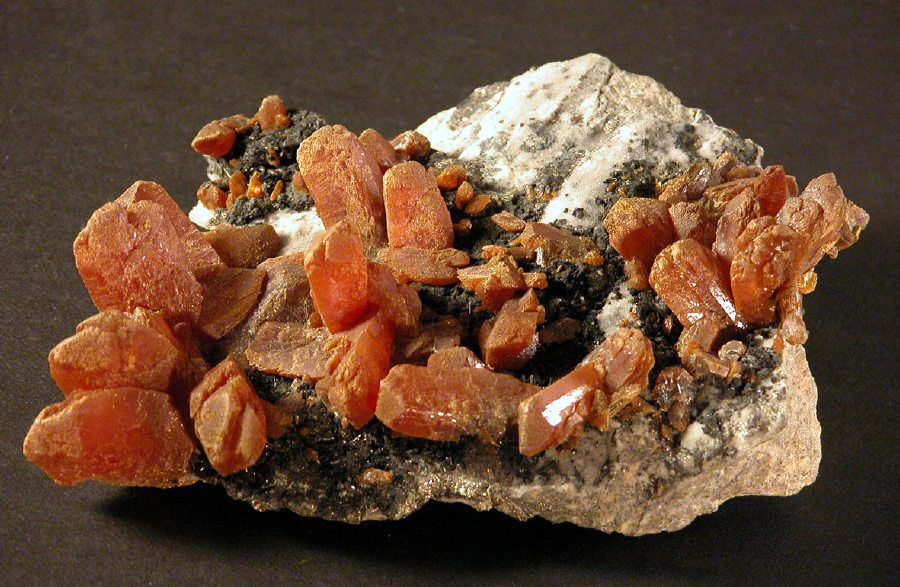
来自秘鲁基鲁维尔卡区La Libertad的雌黄
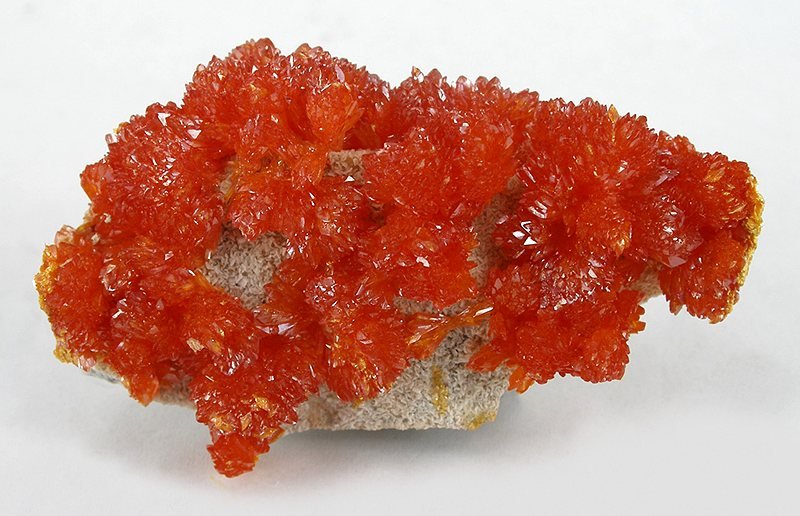
来自俄罗斯北高加索地区卡巴尔达-巴尔卡尔共和国El'brusskiy砷矿